# نيكول هامبرت
نيكول هامبرت (بالألمانية: Nicole Humbert)‏ هي منافسة ألعاب القوى ألمانية، ولدت في 5 فبراير 1972 في لانداو إن در بفالتس في ألمانيا.

## وصلات خارجية
- نيكول هامبرت على موقع الاتحاد الدولي لألعاب القوى (الإنجليزية)
- نيكول هامبرت على موقع الاتحاد الأوروبي لألعاب القوى (الإنجليزية)
- نيكول هامبرت على موقع اللجنة الأولمبية الدولية (الإنجليزية)
- نيكول هامبرت على موقع أوليمبيديا (الإنجليزية)